# サージ・ラング
サージ・ラング（Serge Lang, 1927年5月19日 - 2005年9月12日）は、フランスパリ生まれのアメリカの数学者。

## 略歴
イェール大学名誉教授。10代の頃に家族でアメリカへ移住し、1946年カリフォルニア工科大学を卒業、1951年プリンストン大学にて博士号を取得。1955年からシカゴ大学教授、コロンビア大学教授、イェール大学教授を歴任した。整数論分野の仕事およびおびただしい数の教科書を執筆したことでも知られる。ニコラ・ブルバキのメンバー。

## 日本語訳のある著作
- 『解析入門』松坂和夫・片山孝次訳、岩波書店、1978年。
- 『続　解析入門』松坂和夫・片山孝次訳、岩波書店、1981年。
- 『さあ 数学しよう!—ハイスクールでの対話』松坂和夫・大橋義房訳、岩波書店、1987年。
- 『数学の美しさを体験しようー三つの公開対話』宮本敏雄訳、森北出版、1989年。
- 『どこでも熱核（数学の最先端 21世紀への挑戦〈volume2〉に収録）』ジェイ・ジョルゲンソンとの共著、若山正人・訳（ラングの記事の訳者）、2002年。
- 『ラング数学を語る』細川尋史訳、シュプリンガー・ジャパン、2009年。
- 『ラング線形代数学』芹沢正三訳（上・下）、筑摩書房、2010年。
- 『ラング現代の解析学』[1]
- 『ラング代数系の構造』[2]
- 『ラング現代微積分学』[3]